# Station Krynica Wieś
Station Krynica Wieś is een spoorwegstation in de Poolse plaats Krynica-Zdrój.